# Puente del Bósforo
El Puente del Bósforo (en turco: Boğaziçi Köprüsü), llamado oficialmente Puente de los Mártires del 15 de Julio (en turco: 15 Temmuz Şehitler Köprüsü) y coloquialmente Primer Puente (en turco: Birinci Köprü), es uno de los tres puentes colgantes que cruzan el estrecho del Bósforo en Estambul (Turquía), conectando por tanto Europa y Asia (los otros dos son el Puente Fatih Sultan Mehmet y el Puente Yavuz Sultan Selim). El Puente del Bósforo se extiende entre Ortaköy (en la parte europea de Estambul) y Beylerbeyi (en la parte asiática).
Es un puente colgante con torres y cables de acero, de los que cuelga una plataforma aerodinámica. Tiene una longitud total de 1560 metros y 33.40 metros de anchura. La distancia entre las torres (vano principal) es de 1074 metros y la altura total de las torres es de 165 metros. El gálibo del puente desde el nivel del mar es de 64 metros.
Tras su finalización en 1973, el Puente del Bósforo era el puente colgante con el cuarto vano más largo del mundo y el más largo fuera de los Estados Unidos (solo el Puente de Verrazano-Narrows, el Puente Golden Gate y el Puente del Estrecho de Mackinac tenían un vano más largo en 1973). El Puente del Bósforo siguió siendo el puente colgante más largo de Europa hasta la construcción del Puente del Humber en 1981, y el más largo de Asia hasta la construcción del Puente Fatih Sultan Mehmet (el segundo puente del Bósforo) en 1988, que a su vez fue superado por el Puente Minami Bisan-Seto en 1989. Actualmente, el Puente del Bósforo es el puente colgante con el 33.º vano más largo del mundo.
Después de que un grupo de soldados tomara el control del puente y lo bloqueara parcialmente durante el intento de golpe de Estado militar del 15 de julio de 2016, el primer ministro Binali Yıldırım comunicó el 25 de julio de ese mismo año la decisión del Consejo de Ministros de Turquía de que el puente fuera renombrado Puente de los Mártires del 15 de Julio (en turco: 15 Temmuz Şehitler Köprüsü) en recuerdo de todos los que perdieron sus vidas resistiendo al intento de golpe de Estado.

## Precedentes y propuestas
La idea de un puente que cruzara el Bósforo se remonta a la antigüedad. Según relata el escritor griego Heródoto en sus Historias, Mandrocles de Samos diseñó un puente de barcas que cruzaba el Bósforo para el emperador Darío el Grande del Imperio aqueménida (522–485 a. C.), conectando Asia con Europa, lo que permitió a Darío perseguir a los escitas en su retirada y posicionar su ejército en los Balcanes para amedrentar a Macedonia. Siglos más tarde, Leonardo da Vinci propuso la construcción de un puente colgante al sultán Bayezid II en 1502 o 1503. El primer proyecto moderno de un puente permanente que cruzara el Bósforo fue presentado al sultán Abdul Hamid II del Imperio otomano por la Bosphorus Railroad Company en 1900, e incluía una conexión ferroviaria entre los dos continentes.

## Construcción
La decisión de construir un puente que cruzara el Bósforo fue tomada en 1957 por el primer ministro Adnan Menderes. En 1968 se firmó un contrato con el estudio británico Freeman Fox & Partners para los trabajos de ingeniería estructural. El puente fue diseñado por los ingenieros civiles británicos Gilbert Roberts, William Brown y Michael Parsons, que también diseñaron el Puente del Humber, el Puente del Severn y el Puente Forth Road. Las obras empezaron en febrero de 1970 con la presencia del presidente Cevdet Sunay y del primer ministro Süleyman Demirel. El puente fue construido por la empresa turca Enka İnşaat ve Sanayi A.Ş. junto con la Cleveland Bridge & Engineering Company de Inglaterra y Hochtief AG de Alemania.
La construcción del puente se completó el 30 de octubre de 1973, un día después del 50.º aniversario de la fundación de la República de Turquía, y fue inaugurado por el presidente Fahri Korutürk y el primer ministro Naim Talu. El coste del puente fue de 200 millones de dólares estadounidenses (equivalentes a 1373 millones de dólares en la actualidad). En su inauguración, se afirmó que era el primer puente entre Europa y Asia desde el puentes de barcas de Jerjes I del 480 a. C. Ese puente, sin embargo, cruzaba el Helesponto (Dardanelos), a cierta distancia del Bósforo, y fue el segundo puente construido entre Europa y Asia después del ya mencionado puente de barcas sobre el Bósforo construido para Darío en el 513 a. C.

## Funcionamiento y peajes

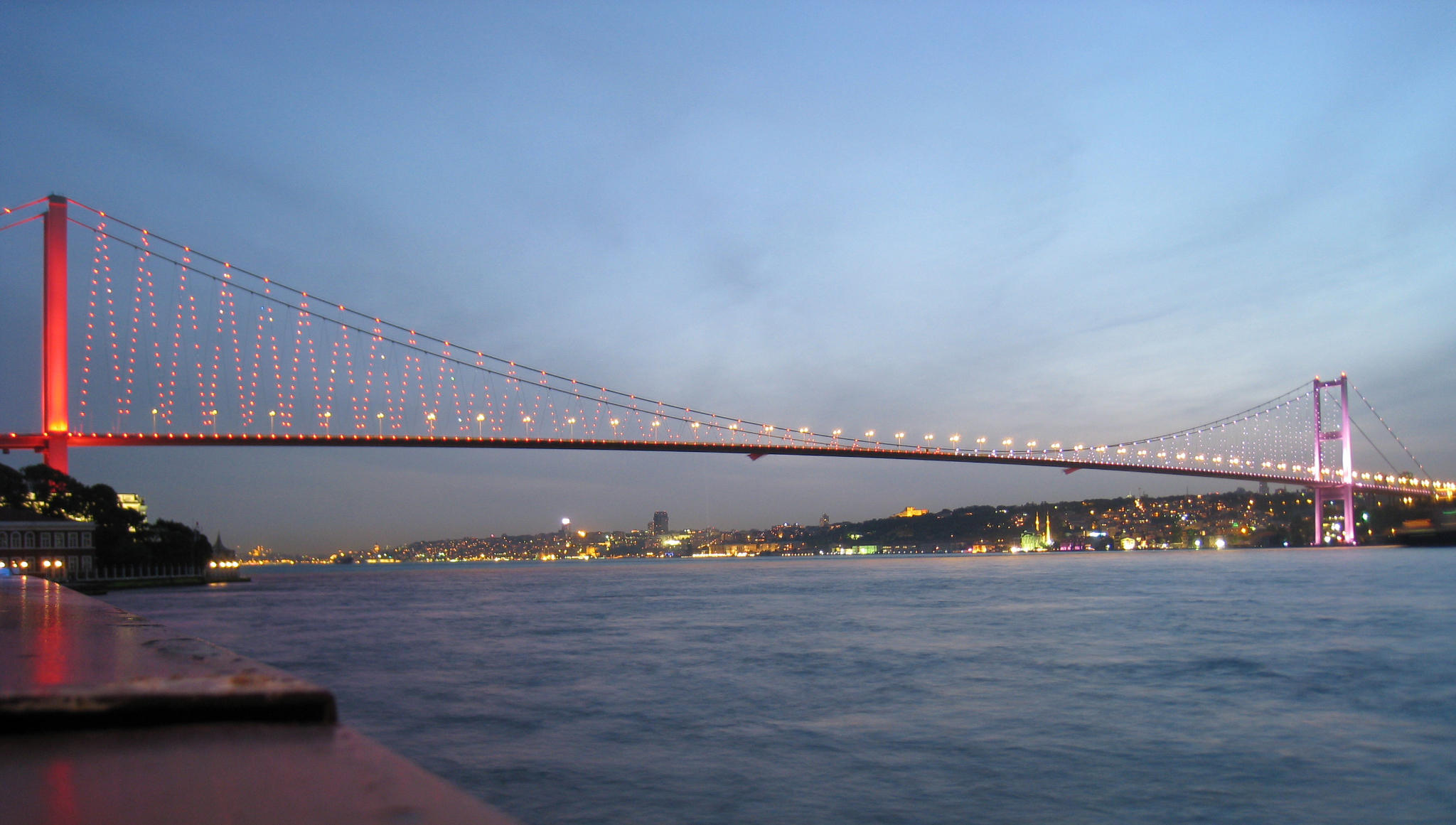
Desde abril de 2007, un sistema computadorizado de iluminación led ilumina el puente por la noche.

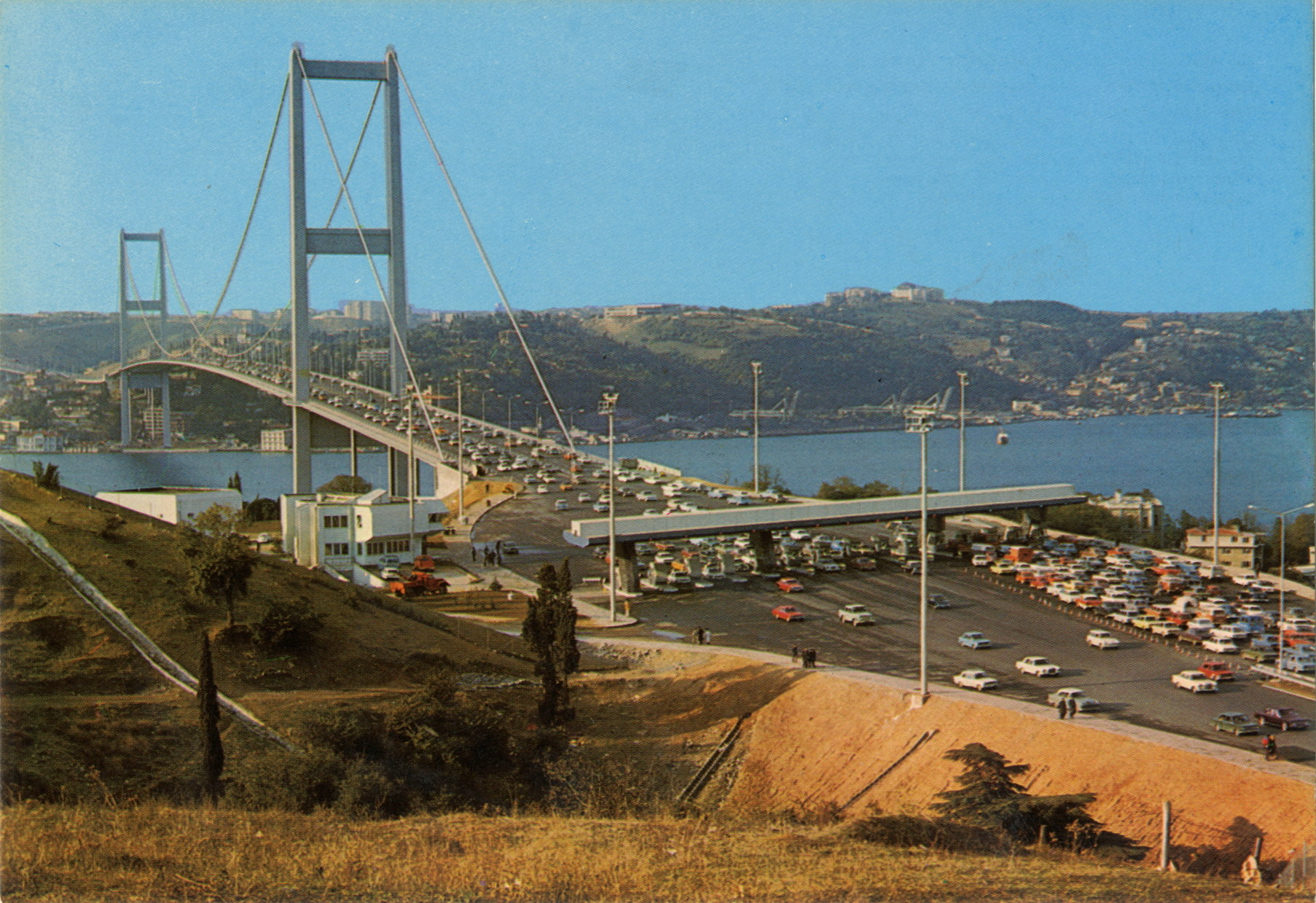
El puente en 1973.

La autopista que cruza el puente (la O-1) tiene ocho carriles: tres carriles estándar en cada sentido, un carril de emergencias y un carril peatonal. Por las mañanas de los días laborables, la mayor parte del tráfico pendular se dirige al oeste (hacia Europa), por lo que cuatro de los seis carriles discurren hacia el oeste y solo dos hacia el este. En cambio, por las tardes de los días laborables cuatro carriles discurren hacia el este y dos hacia el oeste.
Durante los primeros tres años, los peatones podían caminar sobre el puente, que alcanzaban mediante sendos ascensores situados en el interior de las dos torres. Sin embargo, en la actualidad, los peatones y los vehículos comerciales, como los camiones, no pueden usar el puente. En la actualidad, unos 200 000 vehículos atraviesan el puente diariamente en ambas direcciones, casi el 85 % de los cuales son coches. El 29 de diciembre de 1997, el vehículo mil millonésimo cruzó el puente. Completamente cargada, la plataforma del puente desciende unos 90 centímetros en el centro del vano principal.
Es un puente de peaje, y tiene una caseta de peaje con trece cabinas cerca del inicio del puente en el lado asiático. Se cobra un peaje por cruzar de Europa a Asia, pero no por cruzar en el sentido contrario. Desde 1999, algunas cabinas, las situadas más a la izquierda según se aproximan a ellas los motoristas, están sin personal y equipadas solo con un sistema de pago a distancia (denominado OGS) para no causar retrasos al tráfico. Además de OGS, en 2005 se instaló en algunas cabinas otro sistema de pago de peajes con tarjetas inteligentes sin contacto (KGS).
Desde el 3 de abril de 2006, las cabinas no aceptan efectivo, solo OGS o KGS. Se puede obtener un dispositivo OGS o una tarjeta KGS en varias estaciones antes de alcanzar las casetas de peaje de autopistas y puentes. En 2006, el peaje era de 3 liras. Desde abril de 2007, un sistema de iluminación led computadorizado con colores y patrones cambiantes, desarrollado por Philips, ilumina el puente por la noche. En 2012, KGS fue sustituido por el nuevo sistema HGS, que usa tecnología de identificación por radiofrecuencia. En 2017, el peaje aumentó en casi un 50 %, pasando de 4.75 a 7 liras. A finales de 2019, el peaje subió otro 20 % hasta alcanzar las 10.50 liras. La cuantía de los peajes tiene que aumentar cada año para ajustarse al alto crecimiento del índice de precios del productor.

## Historia

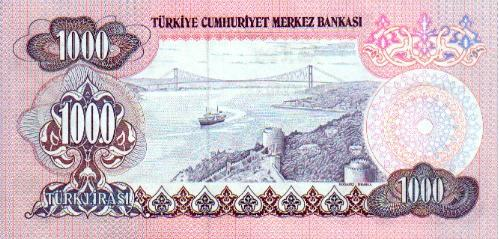
El puente en el reverso del billete de 1000 liras (1978–1986).

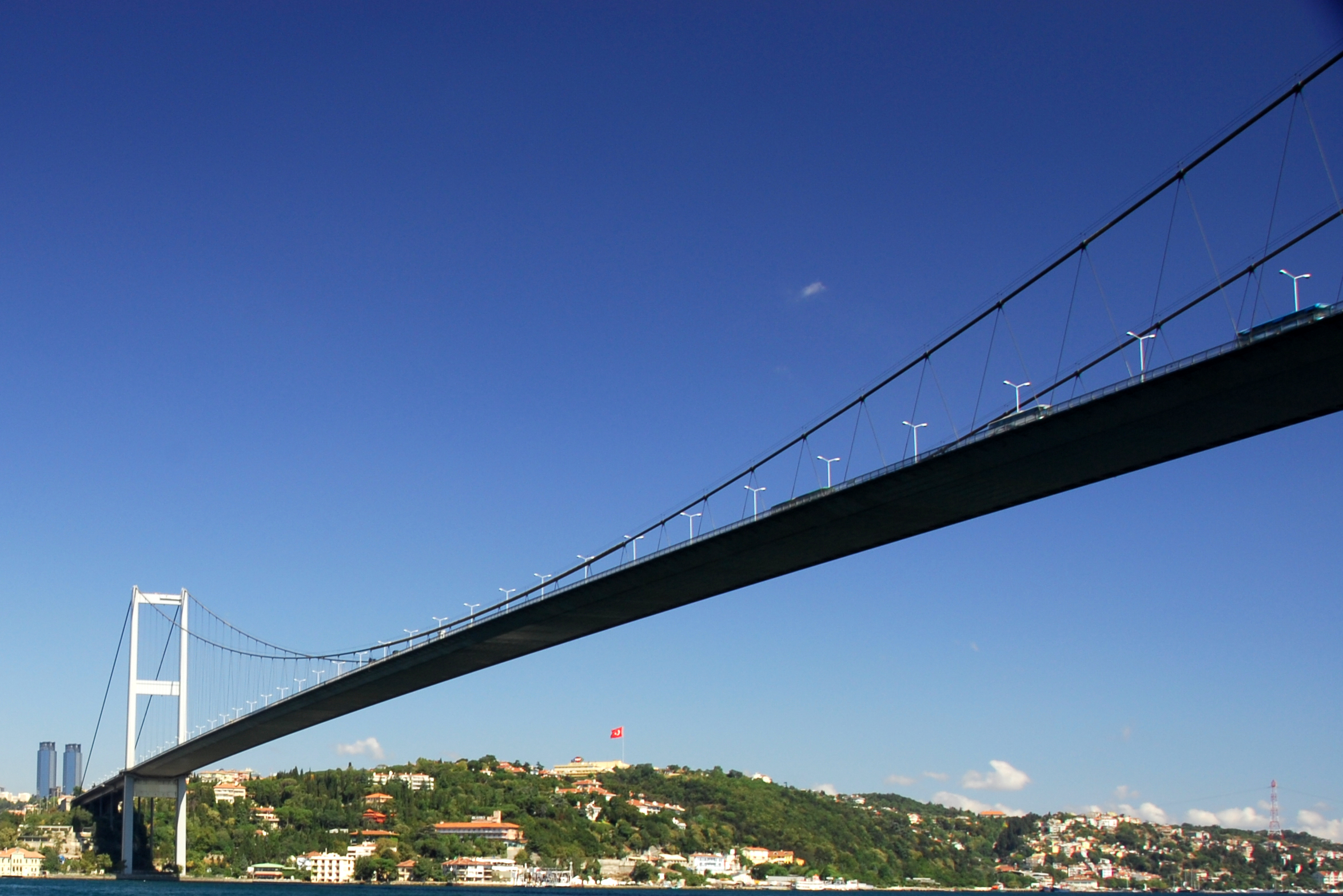
Vista diurna del puente.

En el mes de octubre de cada año, la Intercontinental Istanbul Eurasia Marathon cruza el puente de Asia a Europa. Durante la maratón, el puente está cerrado al tráfico rodado. También en octubre, los visitantes pueden participar en la «carrera de diversión» y cruzar el puente a pie. Muchos hacen pícnics para disfrutar de las vistas.
El puente apareció en el reverso de los billetes de mil liras turcas de 1978–1986.
El 15 de mayo de 2005 a las 07:00 locales, la tenista estadounidense Venus Williams jugó un partido de demostración con la tenista turca İpek Şenoğlu en el puente, que fue el primer partido de tenis disputado en dos continentes. El evento promocionaba la primera edición del Torneo de Estambul, celebrada en 2005, y duró cinco minutos. Después de la exhibición, las dos lanzaron una pelota de tenis al Bósforo.

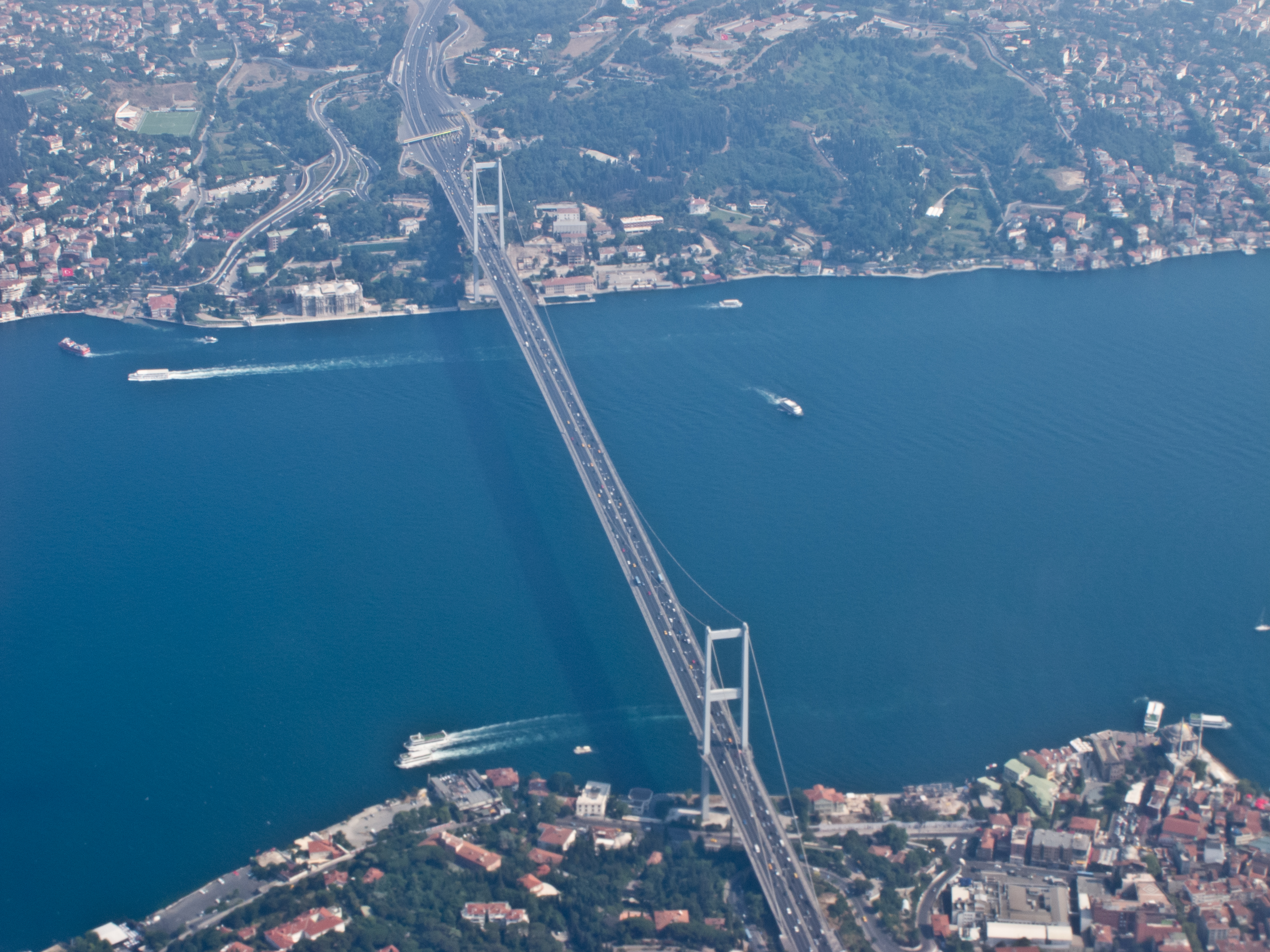
Vista aérea del puente.

El 17 de julio de 2005 a las 10:30 locales, el piloto británico de Fórmula 1 David Coulthard cruzó con su monoplaza Red Bull el puente del lado europeo al asiático, y posteriormente, después de girar con un drifting junto a la caseta de peaje, volvió al lado europeo como espectáculo. Aparcó su coche en el jardín del Palacio de Dolmabahçe, donde había empezado su paseo. Mientras cruzaba el puente con su Fórmula 1, Coulthard fue detectado por el sistema de vigilancia automática, que le impuso una multa de 20 euros por atravesar las cabinas de peaje sin pagar, multa que su equipo accedió a pagar por él.
El 5 de noviembre de 2013, el golfista n.º 1 del mundo, Tiger Woods, que se encontraba en Estambul para participar en el Turkish Airlines Open de ese año, celebrado entre el 7 y el 10 de noviembre, fue llevado al puente en helicóptero e hizo un par de golpes de demostración en el puente, mandando las bolas del lado asiático al europeo en una calzada del puente, que fue cerrada al tráfico durante aproximadamente una hora.
El 15 de julio de 2016, durante un intento de golpe de Estado, el puente fue bloqueado por una facción de las Fuerzas Armadas de Turquía, que también arrestaron a civiles y oficiales de policía. Algunos tanques aplastaron vehículos. Los soldados implicados se rindieron a la policía y a los civiles el día siguiente. El 25 de julio de 2016, el primer ministro Binali Yıldırım anunció que el puente sería renombrado Puente de los Mártires del 15 de Julio (en turco: 15 Temmuz Şehitler Köprüsü).